# Драгижевски говор
Драгижевският говор е български диалект, представител на преходните балкански говори. Говори се предимно в селата Драгижево, Малки Чифлик, Присово и др. По своите характеристики е преходен между еленския и шуменския диалект.
В драгижевския говор има застъпване на стб. ѣ с ȇ (широко е) под ударение и мека сричка: б’ềше (беше), л’ềбец (хлебец). При това застъпване се омекчава предходната съгласна, което води до свръхпалатализиран гласеж на съгласните т’ и д’: т’’ах (тях), д’’àду (дядо), чѐшит’’е (чашите).